# 슈퍼우먼
슈퍼우먼(Superwoman)은 DC 코믹스의 여러 가상 캐릭터의 이름이다. 이들 대부분은 슈퍼걸처럼 비행, 무적, 강화된 힘 등 슈퍼맨과 비슷한 힘을 가진 여성이다.
1942년 DC 코믹스는 이 이름을 상표로 등록했고 경쟁자가 이를 사용하는 것을 방지하기 위해 슈퍼우먼(Superwoman)이라는 제목으로 재떨이 사본(법적 목적으로만 제작된 출판물)이 만들어졌다. 표지는 More Fun Comics #73을 복제했으며 내부는 액션 코믹스의 세 번째 호를 재인쇄했다. 슈퍼우먼의 첫 번째 실제 등장은 액션 코믹스 #60(1943년 5월)에서였다.